# Head of the River Race

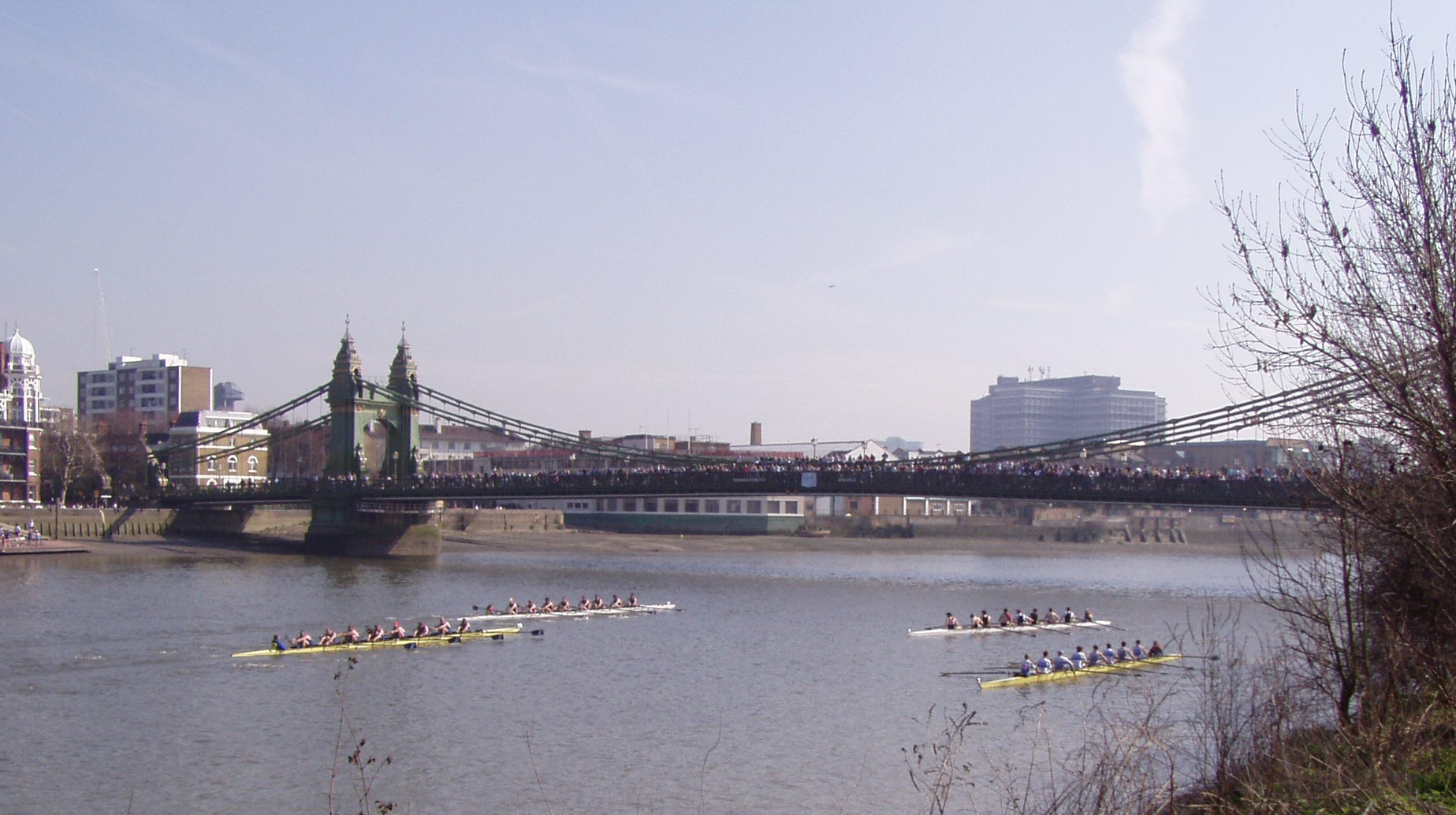
Souboj posádek pod Hammersmith Bridge na HORR 2005

Head of the River Race (zkráceně HORR) je klasický veslařský závod mužských osmiveslic v Londýně na řece Temži, který je pořádán tradičně v měsíci březnu na trati čtyři a čtvrt míle (6838 metrů). Trať vede z Mortlake do Putney Bridge. Jednotlivé lodě startují distančním způsobem, tj. za sebou s časovými odstupy. Každoročně se závodu zúčastní několik stovek posádek z celého světa. Čas startu každého závodu je limitován mořským odlivem a přílivem, který se na Temži projevuje
pokaždé jinak.
Jde o tradiční londýnskou sportovní událost, jehož ženská obdoba se nazývá Women’s Eights Head of the River Race.
Co do počtu lodí a zúčastněných osob jde o jeden z největších veslařských závodů světa.

## Historie
Závod založil veslařský trenér Steve Fairbairn, první ročník se konal 12.12.1926. V letech 1940-1945 se vzhledem k 2. světové válce závod vůbec nekonal. V roce 2007 byl závod předčasně ukončen z důvodu nepříznivého počasí.

## 80. ročník (2012)
V roce 2012 bylo na startu 404 lodí (tj. 3636 osob = 3232 veslařů + 404 kormidelníků) podle jiných zdrojů až 420 posádek (3780 osob).
Osmiveslice ASC Dukly Praha s posádkou ve složení Matyáš Klang (veslovod), Ondřej Synek (závod vyhrál již podruhé), Michal Horváth, Jakub Podrazil, Jakub Koloc, Petr Melichar, Milan Doleček ml., Jan Pilc a kormidelník Martin Šuma zvítězila jako třetí zahraniční posádka počtvrté v historii (nizozemská posádka zvítězila jednou, německá posádka zvítězila dvakrát).
Česká posádka měla startovní číslo 3 dosáhla času 17:34,08, dojela s náskokem 22 resp. 27 sekund před loděmi Leander I a Molesey I.

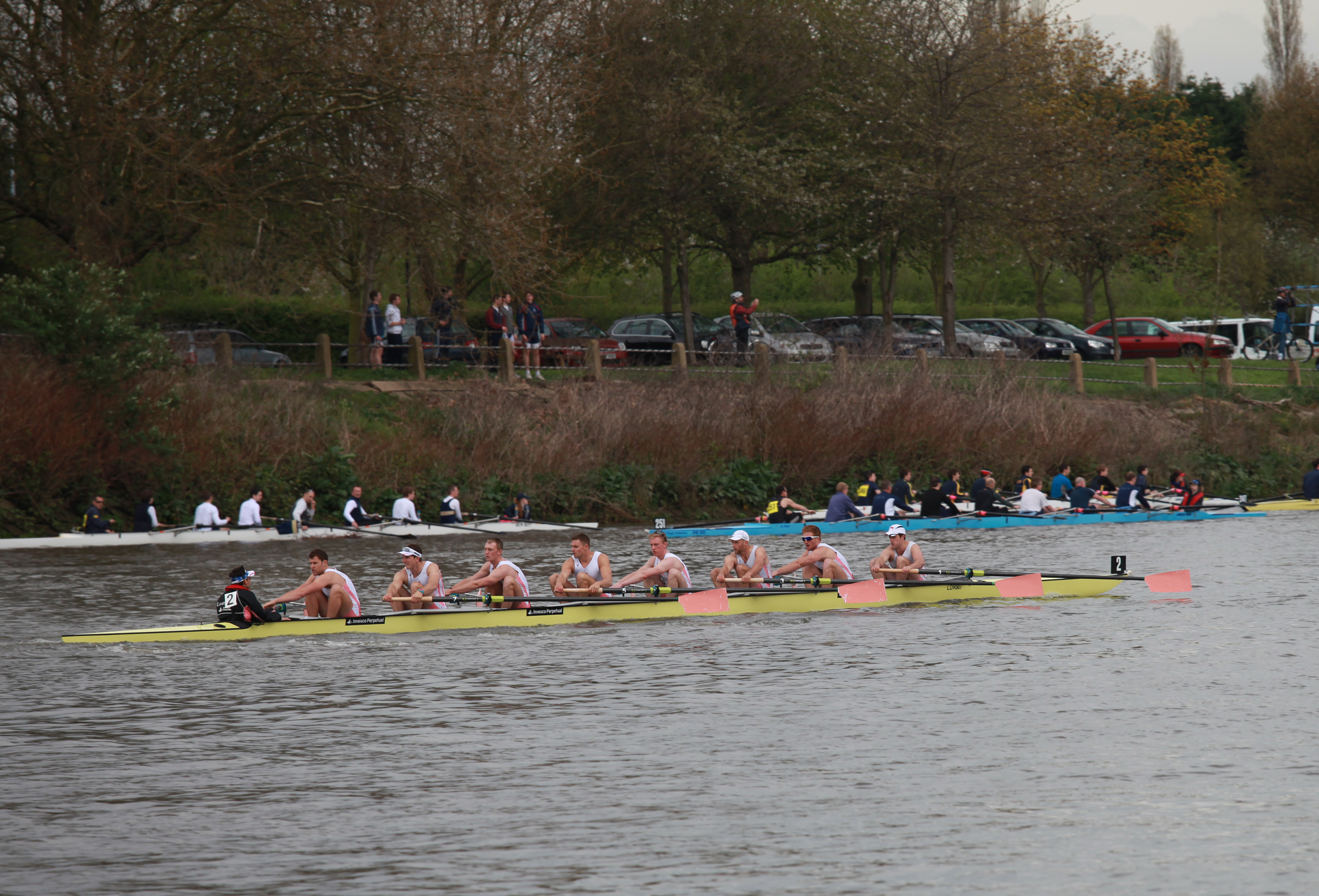
Leander Club těsně po startu - v roce 2011 byl v cíli první

## Poslední vítězové
- 2012 - Český veslařský svaz (ASC Dukla Praha)
- 2011 - Leander Club
- 2010 - Molesey
- 2009 - Tideway Scullers School
- 2008 - Leander Club
- 2007 - závod se nekonal - předčasně ukončen (posádka Cambridge University BC byla nejrychlejší před předčasným ukončením závodu)
- 2006 - Leander Club
- 2005 - Leander Club
- 2004 - Race cancelled
- 2003 - Leander Club
- 2002 - Leander Club
- 2001 - Queen's Tower (Imperial College Alumni)
- 2000 - Queen's Tower (Imperial College Alumni)
- 1999 - Queen's Tower (Imperial College Alumni)
- 1998 - Leander Club